# فهرست افتخارات باشگاه فوتبال پاس تهران
باشگاه پاس تهران یک باشگاه قدیمی در فوتبال ایران بود که در سال ۱۳۳۲ با نام شهربانی تأسیس شد و در سال ۱۳۴۲ نام پاس را برگزید. در سال ۱۳۴۵ آیین‌نامه این باشگاه به‌طور رسمی نوشته شد. سر انجام در سال ۱۳۸۶ امتیاز این باشگاه به پاس همدان منتقل گردیده و این باشگاه منحل شد.

از مهم ترین افتخارات باشگاه پاس می توان به ۱ قهرمانی در لیگ قهرمانان آسیا، ۵ قهرمانی در لیگ فوتبال ایران، ۳ قهرمانی در جام قهرمانی فوتبال ایران، ۱ قهرمانی در لیگ فوتبال استان تهران و ۳ قهرمانی جام حذفی فوتبال تهران اشاره کرد. در مجموع باشگاه پاس با ۱۳ قهرمانی رسمی و کشوری سومین باشگاه پرافتخار ایران تلقی می‌شود. همچنین قهرمانی در جام میلز هندوستان و جام صلح و دوستی از عناوین غیررسمی این باشگاه هستند.

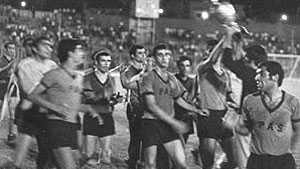
قهرمانی پاس در جام حذفی تهران ۱۳۴۹

باشگاه پاس آخرین تیم ایرانی است که قهرمان آسیا شده است. پاس و استقلال تهران تنها تیم‌های ایرانی هستند که موفق به کسب لیگ قهرمانان آسیا شده‌اند. باشگاه پاس با قهرمانی در آسیا جواز حضور در جام بین قاره ای را به عنوان نخستین تیم ایرانی کسب کرد و در رقابت‌های جام بین قاره ای آفریقا-آسیا شرکت نمود اما در مجموع دو بازی رفت و برگشت به تیم الوداد کازابلانکا مغرب (قهرمان جام باشگاه‌های آفریقا) باخت و نایب‌قهرمان شد. پاس و سپاهان اصفهان تنها تیم‌های ایرانی هستند که موفق به حضور در تورنمنت بین قاره ای شده‌اند.

قهرمانی پاس در جام باشگاه‌های آسیا ۹۳–۱۹۹۲

## افتخارات رسمی
| جام‌های رسمی پاس تهران | جام‌های رسمی پاس تهران | جام‌های رسمی پاس تهران    | جام‌های رسمی پاس تهران | جام‌های رسمی پاس تهران           |
| نوع                   | رقابت‌ها               | رقابت‌ها                  | عنوان‌ها               | فصل‌ها                           |
| --------------------- | --------------------- | ------------------------ | --------------------- | ------------------------------- |
| داخلی                 | کشوری                 | لیگ‌های فوتبال ایران      | ۵                     | ۸۳–۱۳۸۲، ۱۳۷۱، ۱۳۷۰، ۱۳۵۶، ۱۳۵۵ |
| داخلی                 | کشوری                 | جام قهرمانی فوتبال ایران | ۳                     | ۱۳۴۴، ۱۳۴۶، ۱۳۴۷                |
| داخلی                 | استانی                | جام باشگاه‌های تهران      | ۱                     | ۱۳۴۴–۴۵                         |
| داخلی                 | استانی                | جام حذفی تهران           | ۳                     | ۱۳۴۷، ۱۳۴۹، ۱۳۷۰                |
| قاره‌ای                | لیگ نخبگان آسیا       | لیگ نخبگان آسیا          | ۱                     | ۱۹۹۳                            |
| مجموع                 | مجموع                 | مجموع                    | ۱۳                    | ۱۳                              |

- رکورد

### استانی (۴)
- جام باشگاه‌های تهران[۱۶]
  - قهرمانی ۱ بار: ۴۵–۱۳۴۴
  - نائب قهرمانی ۲ بار: ۱۳۴۶، ۴۸–۱۳۴۷
- جام حذفی تهران[۱۷]
  - قهرمانی ۳ بار: ۱۳۴۷، ۱۳۴۹، ۱۳۷۰
- جام اسپندی[۱۸]
  - نائب قهرمانی ۱ بار: ۱۳۵۸

### کشوری (۸)
- لیگ فوتبال ایران[۱۹][۲۰]
  - جام منطقه‌ای،[۲۱] جام تخت جمشید،[۲۲] جام آزادگان،[۲۳] جام خلیج فارس[۲۴]
    - قهرمانی ۵ بار: ۸۳–۱۳۸۲، ۱۳۷۱، ۱۳۷۰، ۱۳۵۶، ۱۳۵۵
    - نایب قهرمانی ۵ بار: ۸۵–۱۳۸۴، ۸۲–۱۳۸۱، ۱۳۷۶، ۱۳۵۰، ۱۳۴۹

  - جام قهرمانی فوتبال ایران[۲۵][۲۶]
    - قهرمانی ۳ بار: ۱۳۴۴، ۱۳۴۶، ۱۳۴۷

### بین‌المللی (۱)
- لیگ نخبگان آسیا[۲۷][۲۸][۲۹][۳۰]
  - قهرمانی: ۹۳–۱۹۹۲
- جام باشگاهی آفریقا-آسیا[۳۱]
  - نایب قهرمانی: ۱۹۹۳

## افتخارات غیررسمی
- جام میلز هندوستان (۱)[۳۲]
  - قهرمانی: ۱۳۷۰
- جام صلح و دوستی (۱)[۳۳]
  - قهرمانی: ۱۳۸۳